# (31725) Anushazaman
1999 JS66 (asteroide 31725) é um asteroide da cintura principal. Possui uma excentricidade de 0.05798500 e uma inclinação de 3.30269º.
Este asteroide foi descoberto no dia 12 de maio de 1999 por LINEAR em Socorro.